# Juktåkolonin

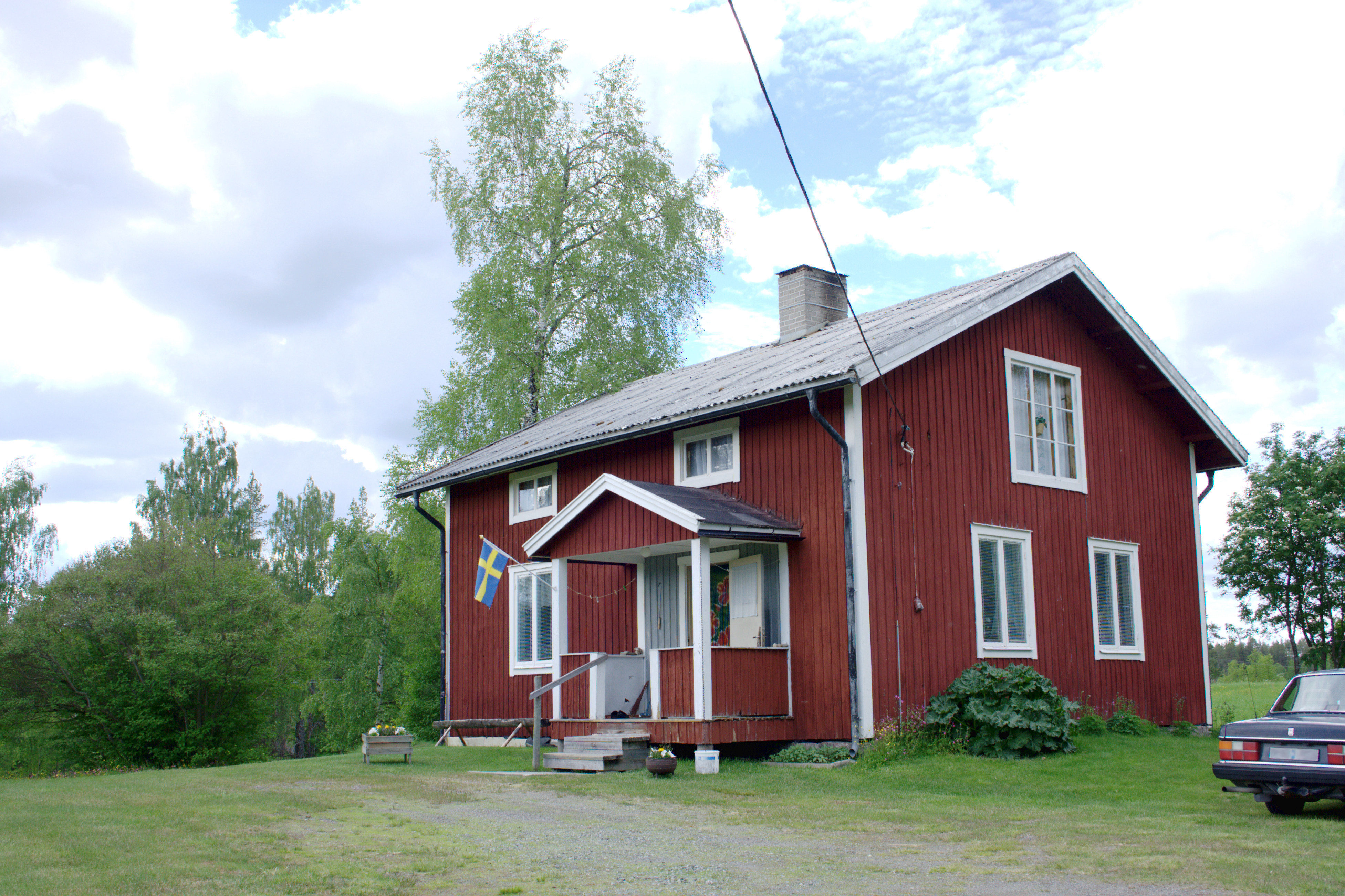
Före detta kronotorpet Nyhamn, anlagt på en gammal fäbodplats vid Juktån och upplåtet 1907.

Juktåkolonin var en grupp kronolägenheter (i dagligt tal kallade kronotorp) i Västerbottens län vid Juktån i närheten av Gunnarn. De första anlades olagligt på kronoparken Gunnarn på 1890-talet. Som mest bestod Juktåkolonin av 24 torp med nyodlingar, men nu finns bara ungefär hälften kvar. Dessa är dock numera privatägda och alltså inte egentliga kronotorp. 
Det som finns kvar av Juktåkolonin är, tillsammans med Gunnarns by, av riksintresse för kulturmiljövården.

## De första torparna
Den förste som slog sig ned på kronoparken vid Juktån var Bror Israel Holmgren (1845–1917) från Mårdsele, som började röja mark och bygga hus på 1890-talet. År 1896 flyttade hela familjen in på Norrlunda, som nybygget kallades. Det kom att betraktas som en mönstergård. Israel Holmgren själv gick under namnet torparkungen och blev med tiden en talesman för torparna vid Juktån.
Ungefär samtidigt med Norrlunda anlades nybygget Strömnäs lite längre uppströms, och därefter tillkom under några år ytterligare ett 15-tal nybyggen på kronoparken – alla betraktade som olagliga bosättningar av Domänstyrelsen. Nybyggarna hade mycket olika bakgrund. De flesta var egendomslösa från den närmaste trakten, men några hade flyttat in från andra delar av Sverige, lockade av de arbetstillfällen som erbjöds genom den så kallade miljondrivningen.

## Olagligt blir lagligt

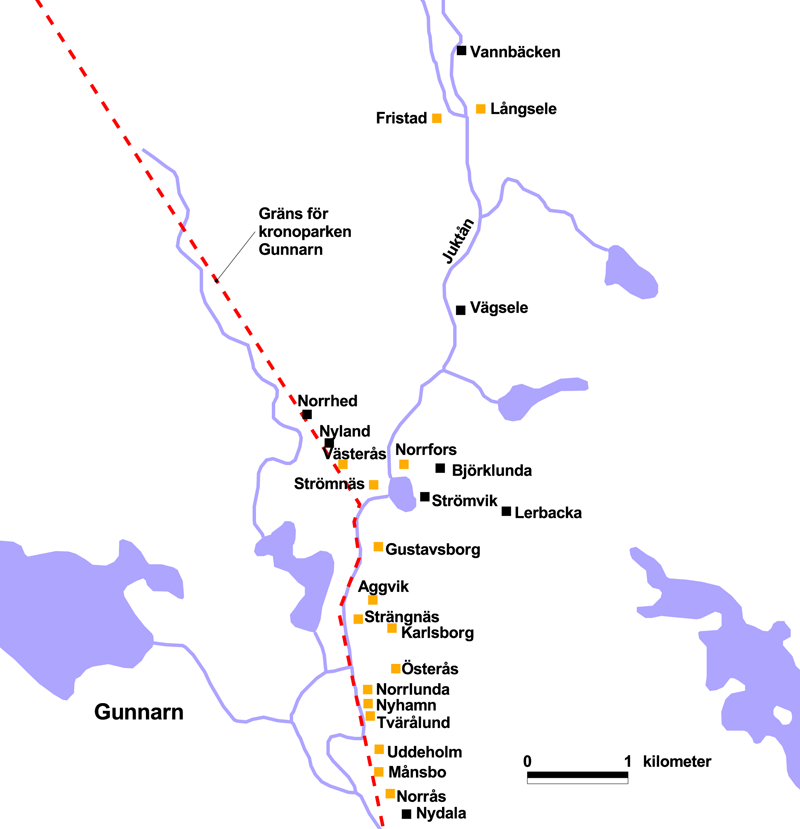
Torpen i Juktåkolonin. De torp som legaliserades 1907 är markerade med orange.

Sommaren 1902 gjorde riksdagsmannen Carl Lindhagen en resa i Norrland inom ramen för utredningen Norrlandskommittén. I slutet av juli kom han till Juktåkolonin och bekantade sig med flera av nybyggarna. Carl Lindhagen blev mycket imponerad av deras arbete, inte minst av Bror Israel Holmgrens omfattande nyodlingar. Nybyggarna fick förtroende för Lindhagen och bad honom att hjälpa dem att få besittningsrätt till gårdarna. I sina memoarer kallade Lindhagen besöket i Juktåkolonin för ”en av mina förnämligaste behållningar under dessa minnesrika färder”. Så snart Lindhagen kom hem till Stockholm uppvaktade han Domänstyrelsens chef Fredrik Wachtmeister om saken.
När Norrlandskommittén 1904 lade fram sitt betänkande infördes en legal upplåtelseform som kallades för skogstorp. Den innebar att torpare på kronoparker kunde få besittningsrätt till sina torp som arrendatorer. År 1907 skedde den formella upplåtelsen av 16 skogstorp vid Juktån och under de kommande åren uppläts ytterligare två.

## Kolonin växer
År 1909 införde Domänstyrelsen en ny upplåtelseform av mark på kronoparkerna, så kallade odlingslägenheter. Ytterligare sex nybyggen anlades vid Juktån 1912–1926 i enlighet med dessa bestämmelser. Därefter tillkom inga fler nybyggen vid den här delen av Juktån. Sammanlagt blev det alltså 24 kronolägenheter.
År 1929 infördes sedan ännu en ny upplåtelseform, kronotorp, som följdes av reviderade bestämmelser 1943 och 1950. Många av de befintliga torpen överfördes till någon av de nya upplåtelseformerna.

## Juktån i samhället
Många av torpen i Juktåkolonin anlades i väglöst land. Avståndet till Gunnarn var inte långt, men eftersom de flesta torp låg på andra sidan Juktån måste vattendraget passeras. Flera av gårdarna producerade mjölk som varje dag skulle fraktas över Juktån för vidare transport till mejeriet. I slutet av 1920-talet bröts väg från Gunnarn fram till Juktån, och en färja sattes in. Vintertid anlades vinterväg över isen. År 1977 ersattes färjan med en bro.
Till det nordligaste torpet på västra sidan om Juktån, Fristad, bröts väg 1931. När vägen till Lumsen bröts 1935 blev kommunikationerna lättare för torpen även på östra sidan om ån. Vägsele, Långsele och Vannbäcken fick dock inte väg förrän i slutet av 1950-talet. Ett par torp förblev väglösa tills de lades ned.
Juktåkolonins barn gick till att börja med i skola i Gunnarn, men 1924 inrättades en skola hemma hos Bernhard Holmgren i Norrlunda. Hösten 1936 togs en nybyggd skola i bruk. Skolan i Juktån fanns kvar fram till 1952, varefter barnen åter fick gå i skola i Gunnarn.

## Kolonin krymper

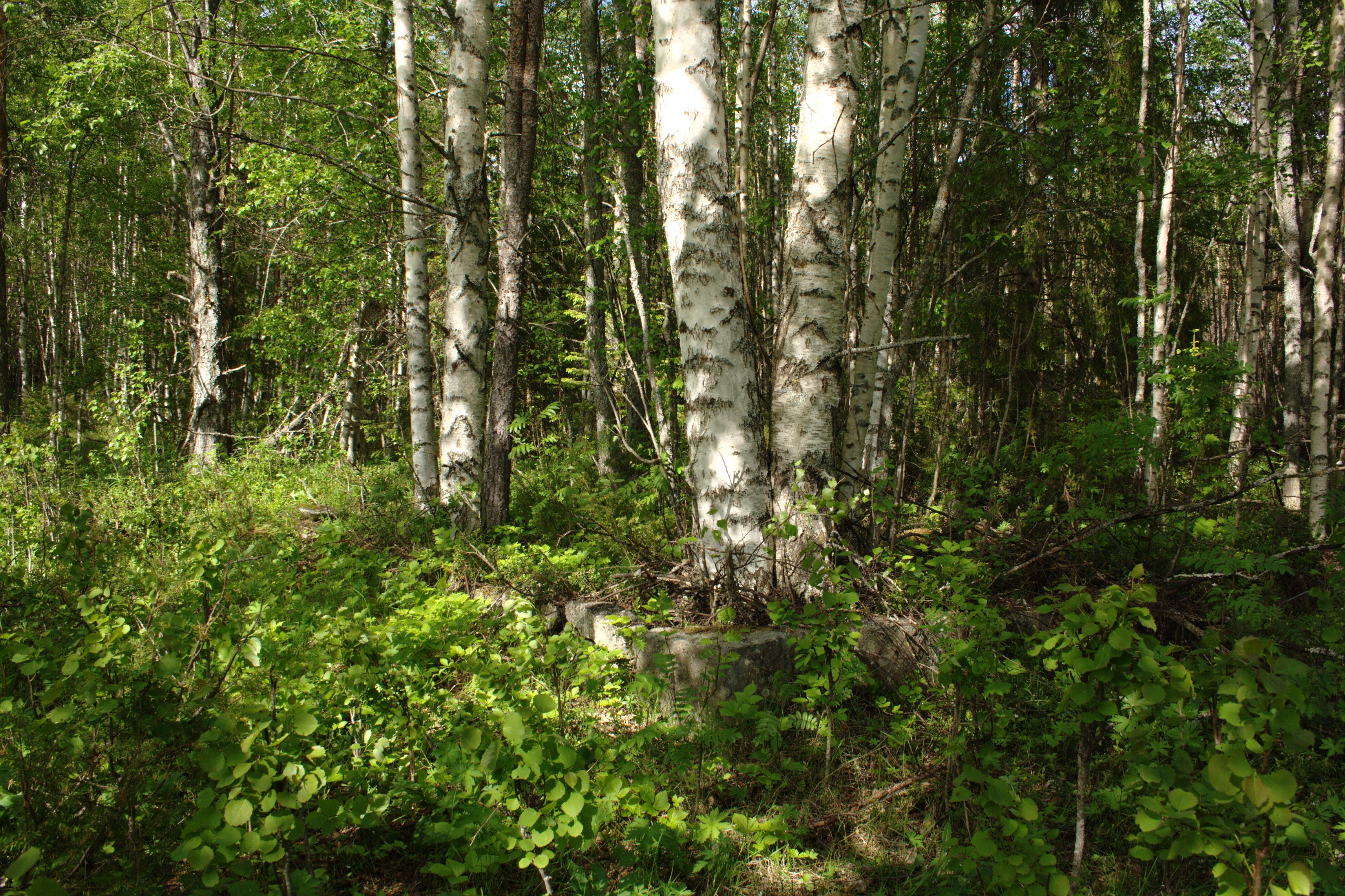
Husgrund vid Månsbo, ett av de torp som uppläts 1907.

Under andra halvan av 1940-talet började nedgången och de första torpen övergavs. Omkring 1960 bestod kolonin av 19 kronotorp med sammanlagt 80 hektar åker.
När kolonins framtid 1980 diskuterades i riksdagen fanns endast fem egentliga kronotorp kvar. Domänverket hade då fattat beslut om att avveckla hela kolonin och låta 37 hektar åker omvandlas till skogsmark. De återstående arrendatorerna fick då, om de ville, lösa in sina kronotorp.
Enligt en utredning som gjordes av länsstyrelsen 1991 fanns byggnader kvar på 13 av Juktåkolonins torpställen.